# Гуанчі
Гуанчі — корінне населення Канарських островів на час іспанського завоювання. Гуанчі були єдиним корінним народом, який проживав у регіоні Макаронезійського архіпелагу до прибуття європейців, оскільки немає прийнятних доказів того, що інші острови (Кабо-Верде, Мадейра та Азорські острови) були заселені. Після іспанського завоювання Канарських островів на початку XV століття багато корінних жителів були знищені іспанськими поселенцями, а інші асимілювались іспанськими поселенцями, хоча елементи їхньої культури збереглися в канарських звичаях і традиціях, таких як сільбо (мова свисту на острові Гомера).
Давні гуанчі належали до європеоїдної «білої» раси, без домішок негроїдної. Вважається, що вони могли прибути на архіпелаг десь у першому тисячолітті до нашої ери.
У 2017 році перші загальногеномні дані гуанчів підтвердили північноафриканське походження та те, що вони генетично найбільше схожі на стародавні північноафриканські берберські народи сусідньої Північної Африки.
Розмовляли гуанчі гуанчською мовою з групи давньоканарських мов.
Займалися гуанчі землеробством, застосовуючи кам'яні й дерев'яні знаряддя, а також скотарством. Внаслідок іспанської колонізації більшість гуанчі було винищено, частину вивезено в рабство; інші змішалися з іспанцями і втратили свою мову.

## Етимологія
Місцевий термін гуаначінет у дослівному перекладі означає "людина Тенерифе " (від Гуан = особа та Ачінет = Тенерифе). За словами Хуана Нуньєса де ла Пенья, це було модифіковано кастильцями на «гуанчі». Етимологічно слово гуанчі є давнім терміном, специфічним для Тенеріфе, але нині воно використовується переважно для позначення доіспанських корінних жителів усього архіпелагу.

## Історія

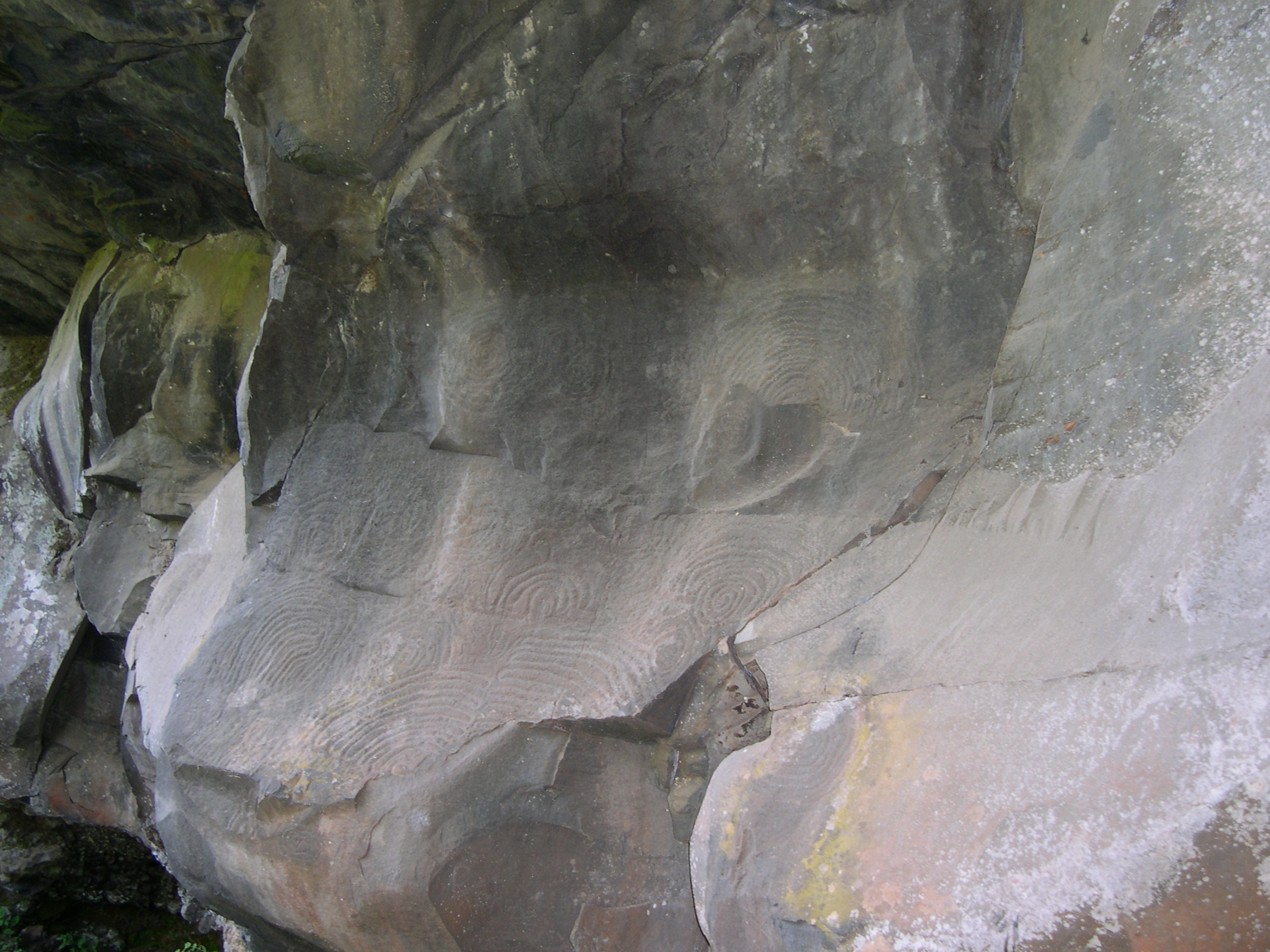
Наскельні малюнки гуанчі в Ла-Пальма

### Передісторія

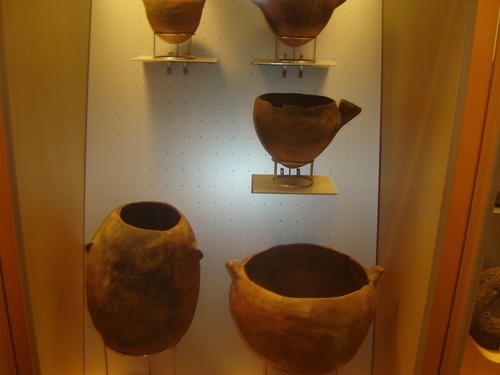
Кераміка гуанчі (Museo de la Naturaleza y el Hombre, Tenerife)

Генетичні дані засвідчують, що жителі північної Африки зробили значний внесок у аборигенне населення Канарських островів після опустелювання Сахари після 6000 року до нашої ери. Лінгвістичні дані свідчать про зв'язки між мовою гуанчі та берберськими мовами Північної Африки, особливо при порівнянні систем числення. Дослідження генетики гуанчі привели до висновку, що вони мають спільних предків з берберськими народами.
В історичний період острови відвідували представники різних народів — нумідійці, фінікійці, карфагеняни та римляни. Судячи з римських артефактів, знайдених на острові Лансароте та поблизу нього, римляни відвідували Канарські острови між I-м і IV-м століттями нашої ери.
Вважається, що прибуття аборигенів на архіпелаг призвело до вимирання деяких великих рептилій та острівних ссавців, наприклад Canariomys bravoi, гігантського щура Тенерифе.
Римський письменник Пліній Старший, спираючись на звіти Юби II, царя Мавританії, писав, що мавританська експедиція на острови приблизно в 50 році до нашої ери знайшла на них руїни великих будівель, але на них не було населення, про яке можна було б говорити. Якщо ця розповідь точна, то можна припустити, що гуанчі не були єдиними чи першими жителями островів, або експедиція просто не вивчила острови досконально. На Тенерифе, за даними аналізу кераміки, знайденої всередині печери гуанчів в Ікод-де-лос-Вінос, було встановлено, що в ній проживали в VI столітті до нашої ери.
Власне кажучи, гуанчі були корінним населенням Тенерифе, яке, схоже, жило у відносній ізоляції до часу завоювання його кастильцями в XV столітті (хоча генуезці, португальці та кастильці, можливо, бували тут із другої половини VIII століття). Цю назву почали застосовувати до корінного населення всіх семи Канарських островів, з яких Тенерифе є найбільш важливим.
Те, що залишилося від їхньої мови, гуанче — кілька виразів, словникових слів і власних імен стародавніх вождів, які все ще носять певні сім'ї — демонструє певну схожість з берберськими мовами. Перший достовірний запис мови гуанчі було зроблено генуезьким дослідником Ніколозо да Рекко в 1341 році з перекладом чисел, які використовували жителі острова.
Згідно з європейськими хроніками, гуанчі не мали системи писемності до часу завоювання; система писемності могла вийти з ужитку або колонізатори просто не помітили її частини — на островах є досить багато написів, гліфів, наскельних малюнків і різьблення. На деяких островах знайдено петрогліфи, які приписуються різним середземноморським цивілізаціям. У 1752 році Домінго Вандевалле, військовий губернатор Лас-Пальмаса, намагався дослідити їх, а Аквіліно Падрон, священник у Лас-Пальмасі, каталогізував написи в Ель-Хулані, Ла-Кандії та Ла-Калеті на Ель-Ієрро. У 1878 році д-р Рене Верно виявив наскельні малюнки в ущелинах Лас-Балос, які нагадують лівійські або нумідійські писемності, датовані часами римської окупації або раніше. В інших місцях виявлено лівійсько-берберське письмо.

### Завоювання Канарських островів

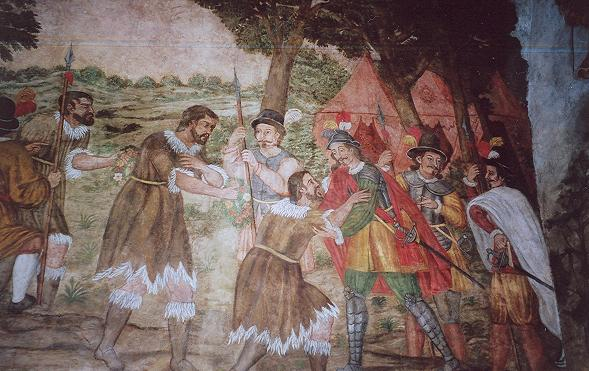
Королі гуанчі Тенеріфе капітулюють перед Алонсо Фернандесом де Луго

Географічні описи Плінія Старшого та Страбона згадують острови Щасливих, але нічого не повідомляють про їхнє населення. Розповідь про народ гуанчів, можливо, була зроблена близько 1150 року арабським географом Мухаммадом аль-Ідрісі в книзі «Нузхатул Муштак», яку він написав для короля Сицилії Рожера II. У ній аль-Ідрісі повідомляє про подорож Атлантичним океаном, здійснену мугарраринами («авантюристами»), родиною андалузьких мореплавців із Лісабона. Єдиний збережений примірник цієї книги, який зберігається в Національній бібліотеці Франції та був уперше перекладений П'єром Амеде Жобером, повідомляє, що, досягнувши області «липких і смердючих вод», мугаррарини повернулися назад і спочатку досягли безлюдного острова (Мадейра або Ієрро), де вони знайшли «велику кількість овець, м'ясо яких було гірким і неїстівним», а потім «продовжили на південь» і досягли іншого острова, де їх незабаром оточили човнами і привезли до «поселення, жителі якого часто були світловолосими з довгим і лляним волоссям і жінками рідкісної краси». Серед жителів один говорив арабською і запитав їх, звідки вони. Тоді місцевий король наказав повернути їх на континент, де вони були здивовані, зустрівши берберів. Окрім дивовижного й химерного змісту цієї історії, ця розповідь свідчить про те, що гуанчі мали спорадичні контакти з населенням материка. Аль-Ідрісі також описав чоловіків гуанчі як високих, з червонувато-коричневого відтінку обличчям.
У XIV столітті гуанчі, як припускають, мали інші контакти з балеарськими мореплавцями з Іспанії, про що свідчить наявність балеарських артефактів, знайдених на кількох Канарських островах. [ потрібна цитата ]

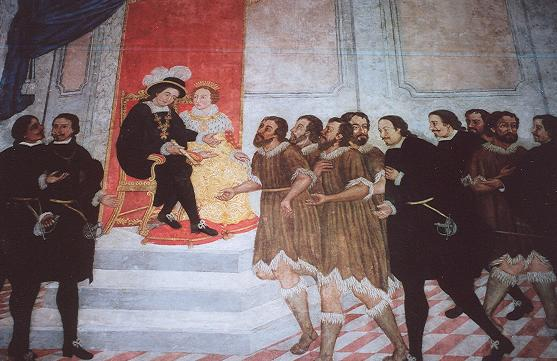
Алонсо Фернандес де Луго представляє полонених королів Тенеріфе гуанчі Фердинанду та Ізабеллі

Кастильське завоювання Канарських островів почалося в 1402 році з експедиції Жана де Бетанкура і Гадіфера де ла Саль на острів Лансароте. Гадіфер вторгся на Лансароте і Фуертевентуру.
Інші п'ять островів дали відсіч. Наступними були захоплені Ель-Ієрро та Бімбаче, потім Ла-Гомера, Гран-Канарія, Ла-Пальма і в 1496 році Тенерифе.
У першій битві при Асентехо (31 травня 1494 року), яка називається Ла Матанса (бійня), гуанчі влаштували засідку на кастильців у долині та вбили багатьох з них — лише кожен п'ятий кастилець вижив, включаючи керівника експедиції Алонсо Фернандеса де Луго.
Пізніше Луго повернувся на острів з альянсом королів південної частини острова та переміг гуанчів у битві при Агуере. Північні королівства (менсеятос) впали після другої битви при Асентехо з поразкою спадкоємця Бенкомо, Бентора, Менсі з Таоро — те, що тепер є долиною Оротава — у 1496 році.
Різні науковці використовували термін «геноцид» для опису завоювання Канарських островів, Мохамед Адхіхарі стверджував, що Канарські острови були ареною «першого в Європі колоніального геноциду заморських поселенців», і що масові вбивства та поневолення корінних жителів разом із примусовою депортацією, сексуальним насильством і конфіскацією землі та дітей являли собою спробу «повністю знищити» народ гуанчі. Тактика, використана на Канарських островах у XV столітті, послужила моделлю для іспанської колонізації Америки.

## Мова
Рідна мова гуанчі тепер відома лише за кількома реченнями й окремими словами, доповненими кількома топонімами. Багато сучасних лінгвістів вважають її приналежною до берберської гілки афроазійських мов.
Хоча в мові гуанчі є впізнавані берберські слова (особливо щодо сільського господарства), жодних берберських граматичних флексій не виявлено; наявний великий словниковий запас, який зовсім не схожий на берберський.
Інші сильні схожості з берберськими мовами відображені в їхній системі підрахунку, тоді як деякі автори припускають, що канарська гілка була б сестринською гілкою вцілілих континентальних берберських мов, відокремившись під час раннього розвитку мовної сім'ї та до терміну post quem для походження протобербер.

## Система вірувань

### Релігія і міфологія

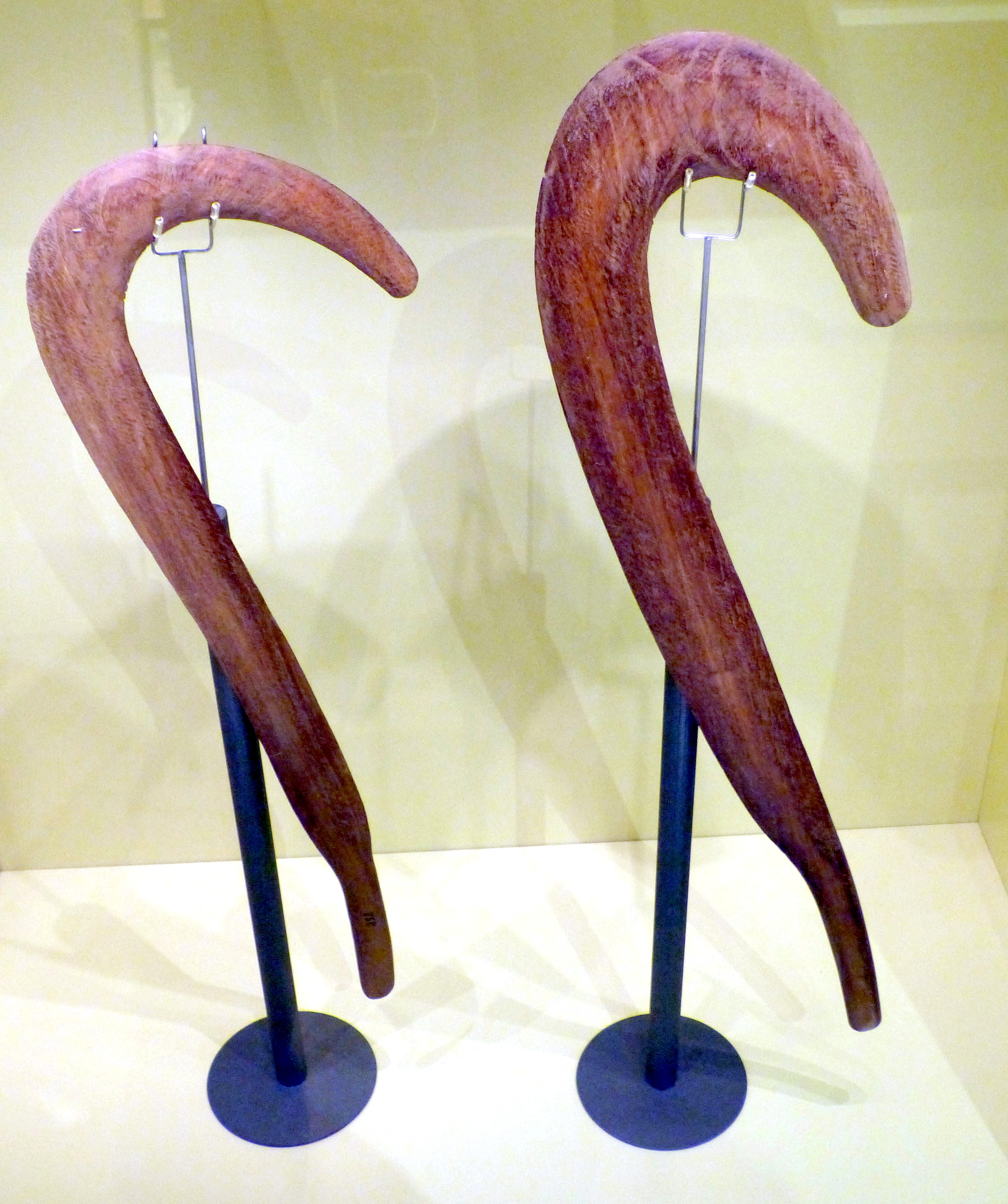
Церемоніальні кийки менсі — королів гуанчіз Тенеріфе

Про релігію гуанчів відомо мало. Існувала загальна віра у вищу істоту, яку називали Ачаман на Тенеріфе, Акоран на Гран-Канарії, Ераоранхан на Ієрро та Абора на Ла-Пальма. Жінки Ієрро поклонялися богині на ім'я Монейба . За переказами, чоловічий і жіночий боги жили в горах, з яких вони спускалися, щоб почути молитви людей. На інших островах тубільці вшановували сонце, місяць, землю та зірки. Загальною була віра в злого духа. Демон Тенеріфе звався Гуайота і жив на вершині вулкана Тейде, який був пеклом під назвою Ечейде; на Тенеріфе та Гран-Канарії незначні демони набули форми диких чорних шерстистих собак, яких називали Jucanchas на першому та Tibicenas на останньому, які жили в глибоких печерах гір, виходячи вночі, щоб нападають на худобу та людей.

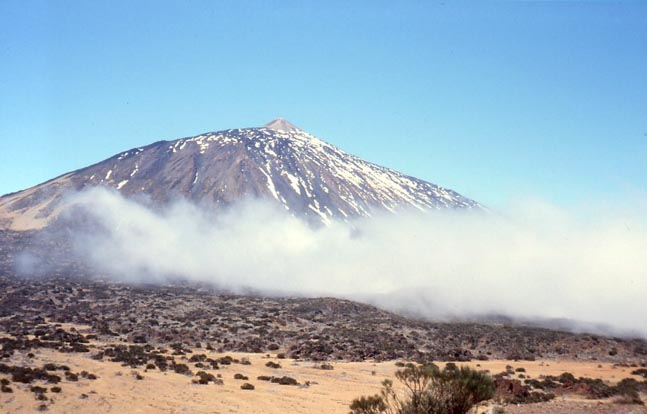
Гора Тейде на Тенеріфе

На Тенеріфе також поклонялися Магеку (богу Сонця) і Чаксіраксі (богині — матірці). Під час посухи гуанчі гнали свої отари на освячені землі, де ягнят відлучали від їхніх матерів, вірячи, що їхнє жалібне блеяння розтопить серце Великого Духа. Під час релігійних свят військові дії були призупинені, від війни до особистих чвар.
На островах були знайдені ідоли, в тому числі ідол Тари (Музей Канаріо, Лас-Пальмас-де-Гран-Канарія) і Гуатімак (Археологічний музей Пуерто-де-ла-Крус на Тенеріфе). Але на решті архіпелагу було знайдено набагато більше фігур.
Більшість дослідників сходяться на думці, що гуанчі відправляли свої богослужіння просто неба, під священними деревами, такими як сосна чи драго, або біля священних гір, таких як гора Тейде, яка, як вважалося, була місцем перебування диявола Гуайота. Гора Тейде була священною для аборигенів гуанчі й з 2007 року є об'єктом Всесвітньої спадщини Юнеско. Але іноді гуанчі також звершували богослужіння в печерах, як-от у «Печері Ахбініко» на Тенеріфе. До XX-го століття на Канарських островах (особливо на півночі Тенеріфе) мешкали особини під назвою «Анімерос». Вони були схожі на цілителів і містиків із синкретичними віруваннями, які поєднували елементи релігії гуанчів і християнства. Як і в інших країнах, розташованих поблизу островів (напрмарабути з Магрибу), анімерів вважали «особами, благословенними Богом».

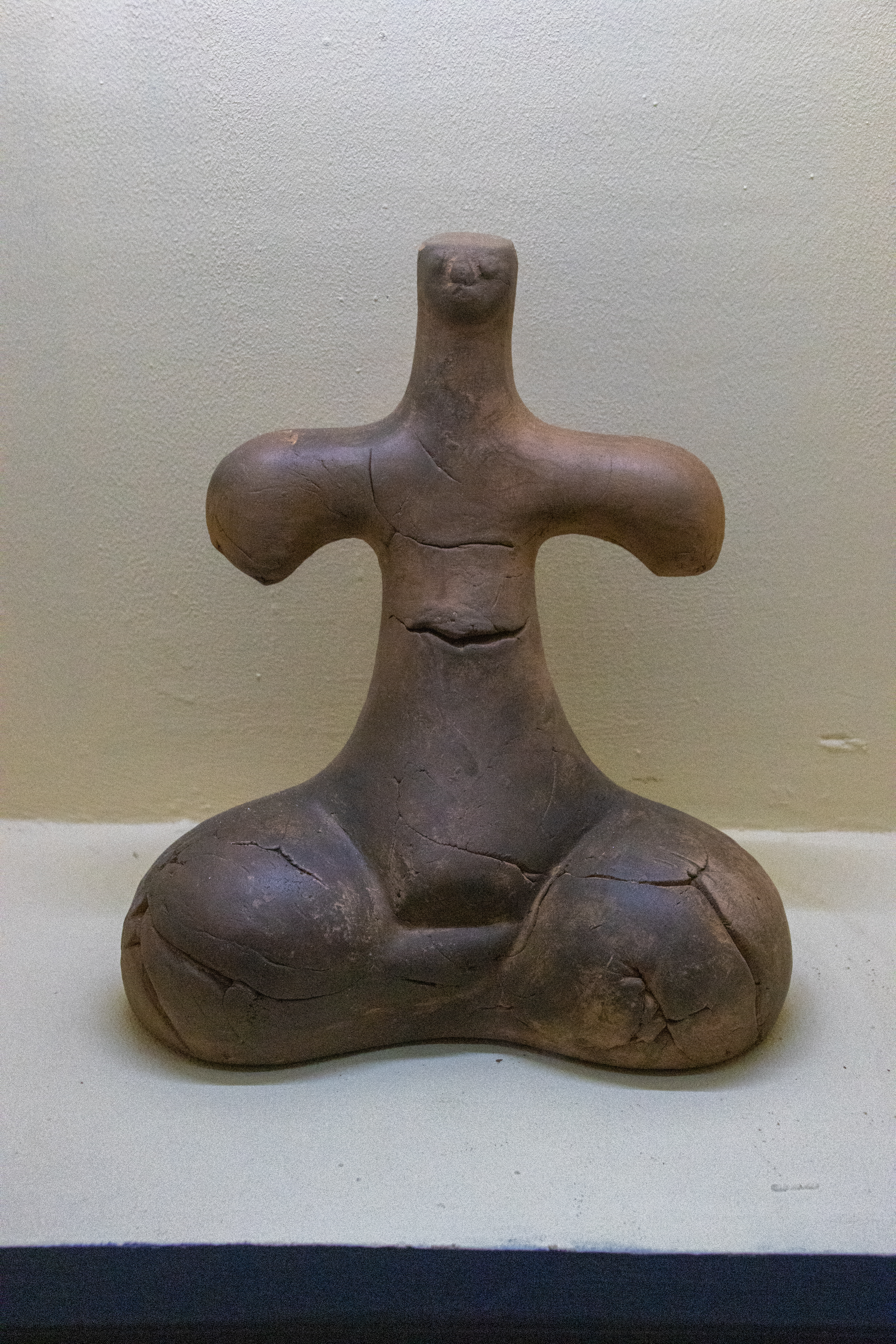
Ідол Гуанчі в Музеї Гуанчі, Тенеріфе

| Бог        | Роль                                                                      |
| ---------- | ------------------------------------------------------------------------- |
| Ачаман     | Верховний бог гуанчів на острові Тенеріфе; він є богом-батьком і творцем. |
| Чаксіраксі | Місцева богиня Гуанчі, відома як Матір Сонця.                             |
| Чіджораджі | Божественна дитина, син Чаксіраксі.                                       |
| Чіджорагі  | Божественна дитина, син Чаксіраксі.                                       |
| Magec      | Бог сонця та світла, а також вважається одним із головних божеств .       |
| Ачугуайо   | Бог місяця . Це була подвійність бога Магека (бога сонця).                |
| Ачухуканак | Бог дощу, ототожнений з верховним богом (Ачаман).                         |
| Гуайота    | Головне злісне божество та супротивник Ахамана.                           |

|           | Роль                                                                             |
| --------- | -------------------------------------------------------------------------------- |
| Максіос   | Доброзичливі другорядні боги або джини; домашніх духів і охоронців певних місць. |
| Тібіценас | Демони у вигляді чорних собак, це були діти Гуайоти, злого божества.             |

### Священники-аборигени
Гуанчі мали жерців або шаманів, які були пов'язані з богами та висвячені ієрархічно:
| Релігійний авторитет     | Юрисдикція            | Визначення                                                                           |
| ------------------------ | --------------------- | ------------------------------------------------------------------------------------ |
| Guadameñe або Guañameñe  | Тенеріфе              | духовні порадники Менсі (королів аборигенів), які керували богослужінням.            |
| Файкан або Файкан        | Гран Канарія          | відповідальна духовна і релігійна особа, яка керувала богослужінням.                 |
| Магуадас або Арімагуадас | Тенеріфе Гран Канарія | жінки-жриці, присвячені поклонінню. Вони брали участь у деяких ритуалах.             |
| Канкус                   | Тенеріфе              | жерці, відповідальні за поклоніння духам предків і Максіос (молодші боги або джини). |

### Урочистості
Beñesmen або Beñesmer було святом сільськогосподарського календаря гуанчів (їхній новий рік), який проводився після збору врожаю, присвяченого Chaxiraxi (15 серпня). У цьому випадку гуанчі ділилися молоком, гофіо, овечим або козячим м'ясом. Це збігається з паломництвом до базиліки Діви Канделарії (покровительки Канарських островів).
Серед культурних подій значні сліди традицій аборигенів під час свят і в поточному рельєфі Ромерії в Гуїмарі (Тенеріфе) і опусканні Рами в Агаете (Гран-Канарія).

### Похорони і мумії

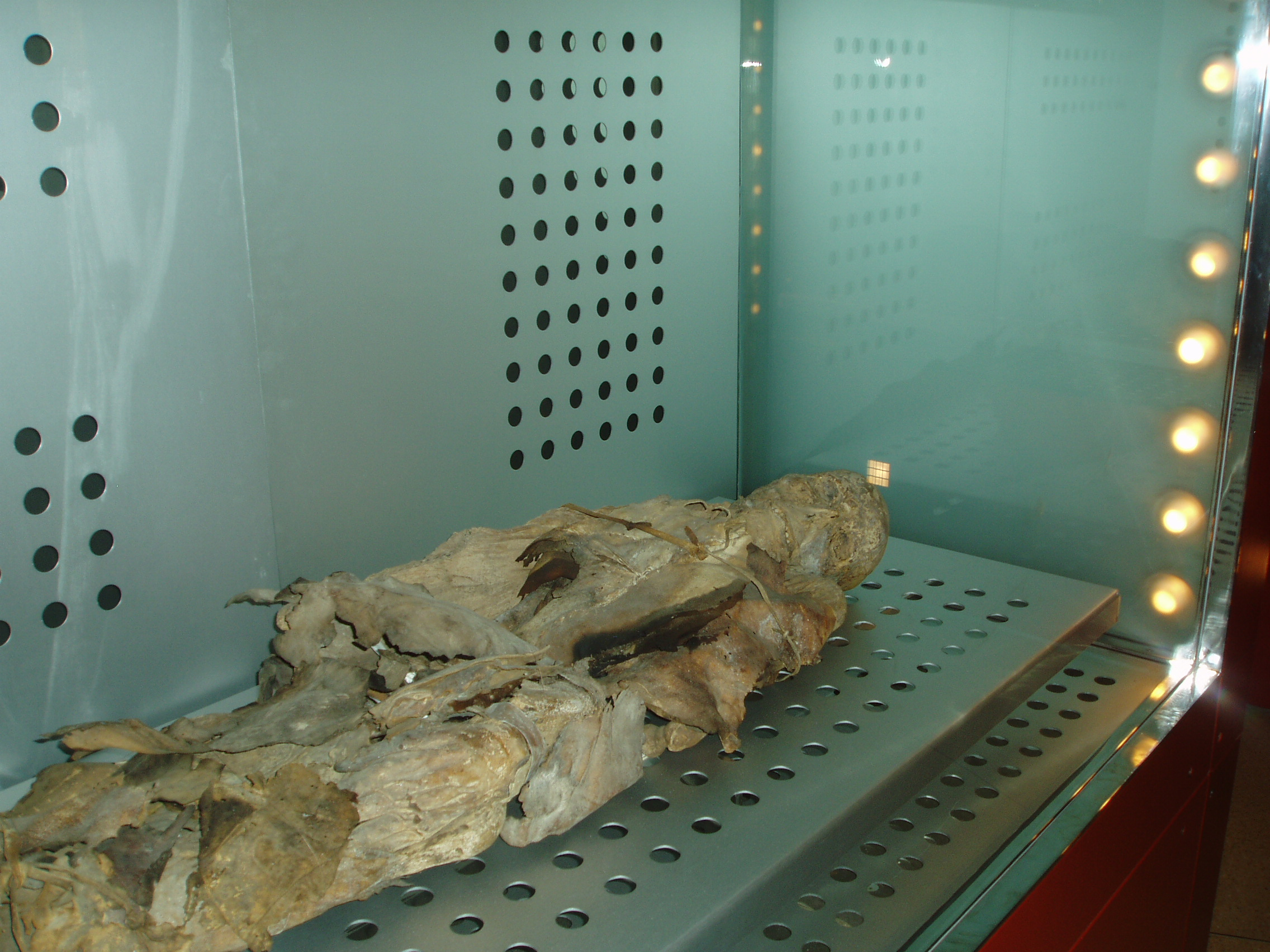
Мумія з Сан-Андреса в Museo de la Naturaleza y el Hombre (Тенеріфе, Канарські острови)

Муміфікація не практикувалася на всіх островах, але була дуже розвинена, зокрема, на Тенеріфе . На Гран-Канарії точаться дебати про справжню природу мумій стародавніх жителів острова, оскільки дослідники зазначають, що не було справжнього наміру муміфікувати померлого і що хороше збереження деяких з них пояснюється скоріше факторами навколишнього середовища. У Ла-Пальмі вони були збережені цими факторами навколишнього середовища, а в Ла-Гомері та Ель-Ієрро існування муміфікації не підтверджено. На островах Лансароте та Фуертевентура така практика виключена.

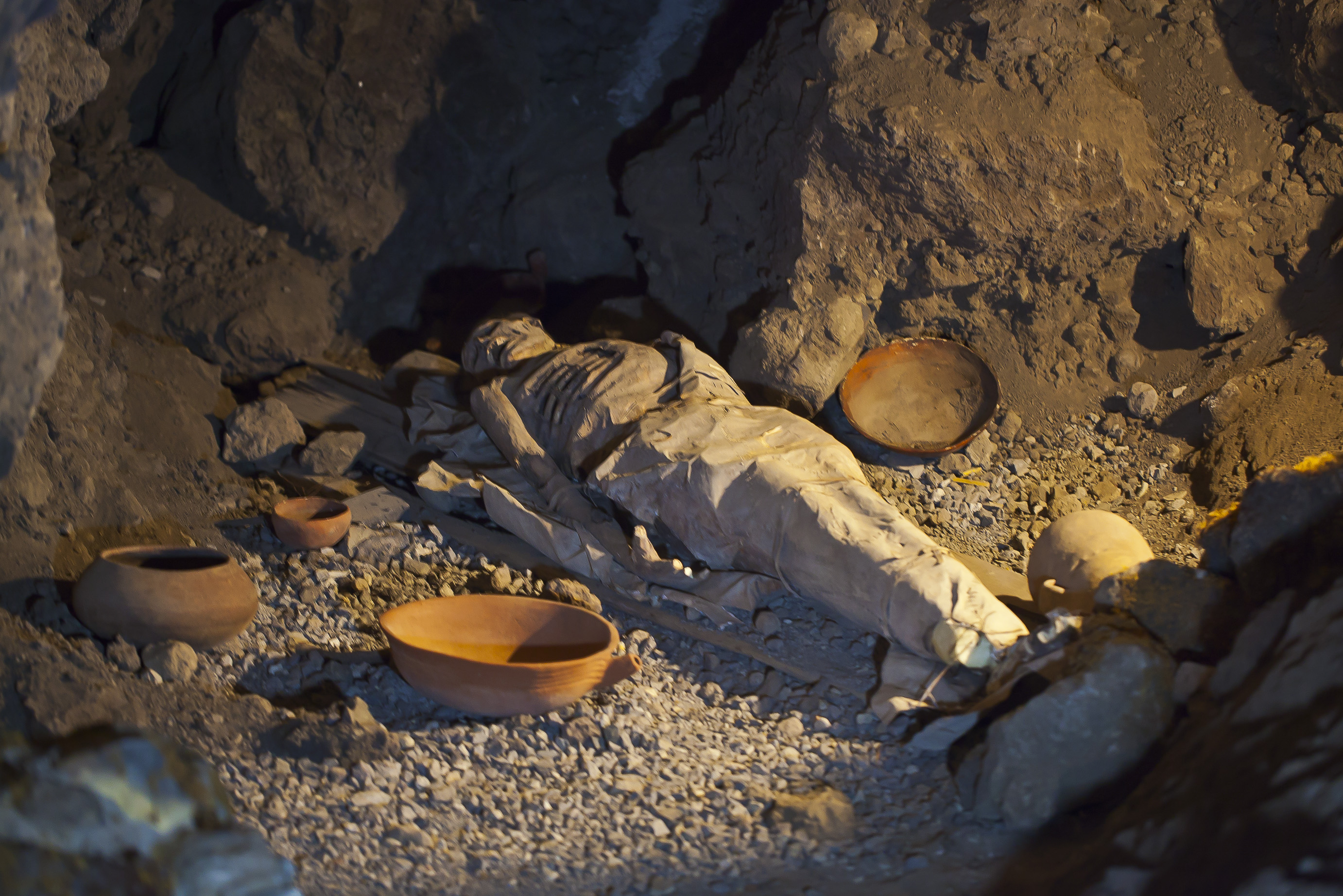
Репліка поховання мумії в печері Parque del Drago, Тенеріфе

Гуанчі бальзамували своїх мертвих; багато мумій були знайдені в крайньому стані висихання, кожна з яких важила не більше 3 кг. Кажуть, що дві майже недоступні печери у вертикальній скелі біля берега за 5 км від Санта-Крус на Тенеріфе все ще містять останки. Процес бальзамування, здається, різнився. На Тенеріфе та Гран-Канарії труп просто загортали в козячі та овечі шкури, тоді як на інших островах використовували смолисту речовину для збереження тіла, яке потім поміщали у важкодоступну печеру або ховали під курганом. Робота з бальзамування була зарезервована для особливого класу: жінки доглядали за трупами жінок, а чоловіки — за трупами чоловіків. Бальзамування, здається, не було універсальним.
У Museo de la Naturaleza y el Hombre (Санта-Крус-де-Тенеріфе) представлені мумії корінних жителів Канарських островів.
У 1933 році в Учові в муніципалітеті Сан-Мігель-де-Абона на півдні острова Тенеріфе було знайдено найбільший некрополь гуанчів на Канарських островах . Цей цвинтар був майже повністю пограбований; за оцінками, він містив від 60 до 74 мумій.

### Жертвоприношення
Незважаючи не незначну кількість згадок про ці практики, існують свідчення, що гуанчі приносили в жертву як тварин, так і людей.
На Тенеріфе під час літнього сонцестояння гуанчі вбивали худобу і кидали її у вогонь як жертву богам. Бетенкур стверджував, що козенят прив'язували живими за ноги до стовпа, щоб боги чули їхнє блеяння. Ймовірно, тварин приносили в жертву і на інших островах.
Що стосується людських жертвоприношень, то на Тенеріфе був звичай кидати живу дитину з Пунта-де-Раска на сході сонця в день літнього сонцестояння. Іноді ці діти приходили з усіх куточків острова, навіть із віддалених районів Пунта-де-Раска. З цього випливає, що це був загальний звичай на острові. На цьому острові також відомі жертвопринесення інших людських жертв, пов'язаних зі смертю короля, де дорослі чоловіки кидалися у море. 
Бальзамувальників, які виготовляли мумії королів гуанчів, також мали звичку кидати їх у море через рік після смерті короля.
Кістки дітей у суміші з ягнятами та козенятами були знайдені на Гран-Канарії, а на Тенеріфе були знайдені амфори з останками дітей всередині. Це свідчить про інший вид ритуального дітовбивства тих, кого викинули за борт.
Жертвопринесення дітей зустрічалося в інших культурах, особливо в Середземномор'ї — Карфагені (тепер Туніс), Угариті в сучасній Сирії, Кіпрі та Криті.

## Політична система

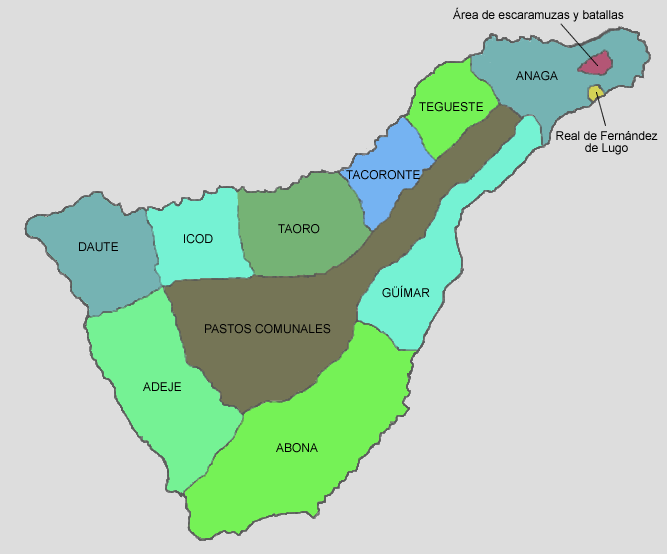
Тенеріфе до вторгнення кастильців.

Політичні та соціальні інститути гуанчів відрізнялися. На деяких островах, таких як Гран-Канарія, переважала спадкова автократія за материнською лінією, на інших уряд був виборним. На Тенеріфе вся земля належала королям, які здавали її в оренду своїм підданим. На Гран-Канарії самогубство вважалося почесним, і щоразу, коли призначався новий король, один із його підданих охоче вшановував цю подію, кидаючись у прірву. На деяких островах практикувалася поліандрія; в інших браки були моногамними. Образа жінки озброєним чоловіком нібито каралася смертною карою. Будь-який обвинувачений у злочині мав бути присутнім на публічному суді в Тагорорі, громадському суді, де притягненим до відповідальності виносився вирок після суду.

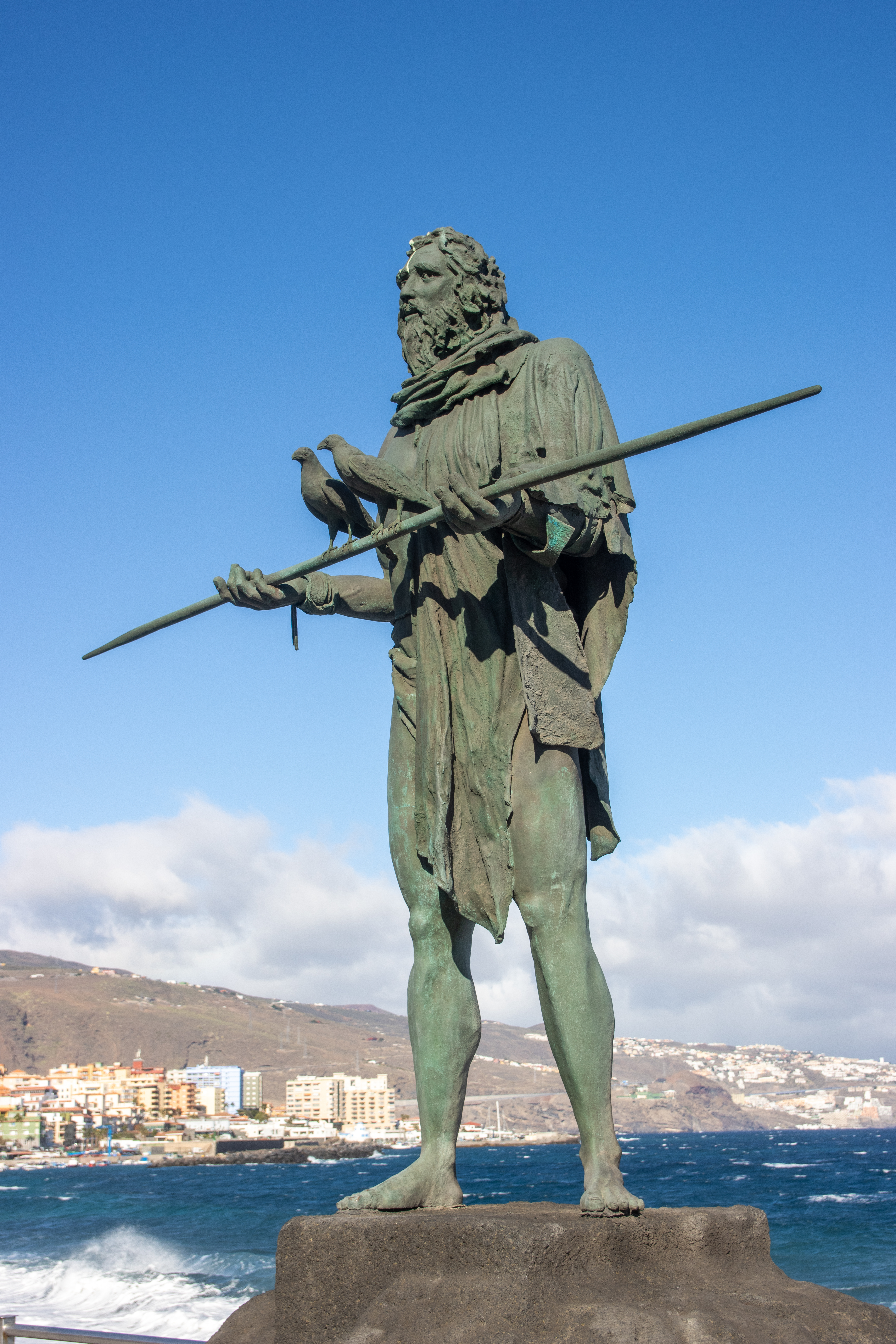
Статуя менсі(короля гуанчі) Аньятерве. Канделарія, Тенеріфе.

Острів Тенеріфе був поділений на дев'ять невеликих королівств (menceyatos), кожним з яких правив король або Менсі. Менсі був остаточним правителем королівства, і іноді між різними королями проводилися зустрічі. Коли кастильці вторглися на Канарські острови, південні королівства приєдналися до кастильських загарбників, за обіцянки отримати багатші землі на півночі; кастильці зрадили їх після того, як остаточно здобули перемогу в битвах при Агуере та Асентехо.

### Королі (Menceys) Тенеріфе
- Акаймо або Акаймо з менсеято де Такоронте
- Аджона з менсеято де Абона
- Añaterve з менсеято де Гімар
- Бенкомо з менсеято де Таоро
- Бенехаро з менсеято де Анага
- Пелікар з менсеято де Адехе
- Пелінор із менсеято де Ікода
- Ромен з менсеято де Дауте
- Тегесте з менсеято де Тегесте

На Тенеріфе великий менсі Тінерфе та його батько Сунта керували об'єднаним островом, який згодом був розділений на дев'ять королівств їхніми дітьми.

## Одяг і зброя
Гуанчі носили одяг з козячої шкури або витканий з рослинних волокон під назвою Tamarcos, який був знайдений у гробницях Тенеріфе. Вони любили прикраси та намиста з дерева, кістки та черепашок, працювали в різних дизайнах. Досить поширеними були намистини з обпаленої землі, циліндричні та різної форми, з гладкою або полірованою поверхнею, переважно чорного та червоного кольорів. Доктор Рене Верно припустив, що об'єкти, які кастильці називали пінтадерами , випечені глиняні об'єкти у формі печаток, використовувалися як посудини для фарбування тіла різними кольорами. Виготовляли грубий глиняний посуд, здебільшого без прикрас, або орнаментований вдавленнями нігтями.
Зброя гуанчі була адаптована до острівного середовища (використання дерева, кістки, обсидіану та каменю як основних матеріалів), з пізнішим впливом середньовічної європейської зброї. Основне озброєння на кількох островах включало списи довжиною від 1 до 2 м (відомі як Банот на Тенеріфе); круглі, поліровані камені; дротики; булави (поширені на Гран-Канарії та Тенеріфе, відомі як Magado та Sunta відповідно); і щити (маленькі на Тенеріфе та в людський зріст на Гран-Канарії, де вони були відомі як Тарья , виготовлені з дерева драго та розписані геометричними фігурами). Після приходу європейців знать гуанчі з Гран-Канарії була відома своєю великою владою дерев'яних мечів (більші за європейські дворучні) під назвою Magido , які, як кажуть, були дуже ефективними як проти піхоти, так і проти кінноти. Дерев'яну зброю гартували вогнем. Це озброєння зазвичай доповнювалося обсидіановим ножем, відомим як Табона .
Реконструкція поселення гуанчі на Тенеріфе.
Житла розташовувалися в природних або штучних печерах у горах. У районах, де печерні житла були неможливими, вони будували невеликі круглі будинки і, за свідченнями кастильців, практикували грубу фортифікацію.
Гуанчі на Тенеріфе.
| Іспанська     | Гуанчі       |
| ------------- | ------------ |
| Тенеріфе      | Ахінех       |
| Тенеріфе      | Ачінече      |
| Тенеріфе      | Асенсен      |
| Ла Гомера     | Гомера       |
| Ла Гомера     | Гомахара     |
| Ла Пальма     | Benahoare    |
| Ель Єрро      | Eseró        |
| Ель Єрро      | Heró         |
| Гран Канарія  | Тамаран      |
| Лансароте     | Титерогакает |
| Лансароте     | Титероїгатра |
| Фуертевентура | Максората    |
| Фуертевентура | Ербанія      |
| Фуертевентура | Ербані       |

## Генетика гуанчів

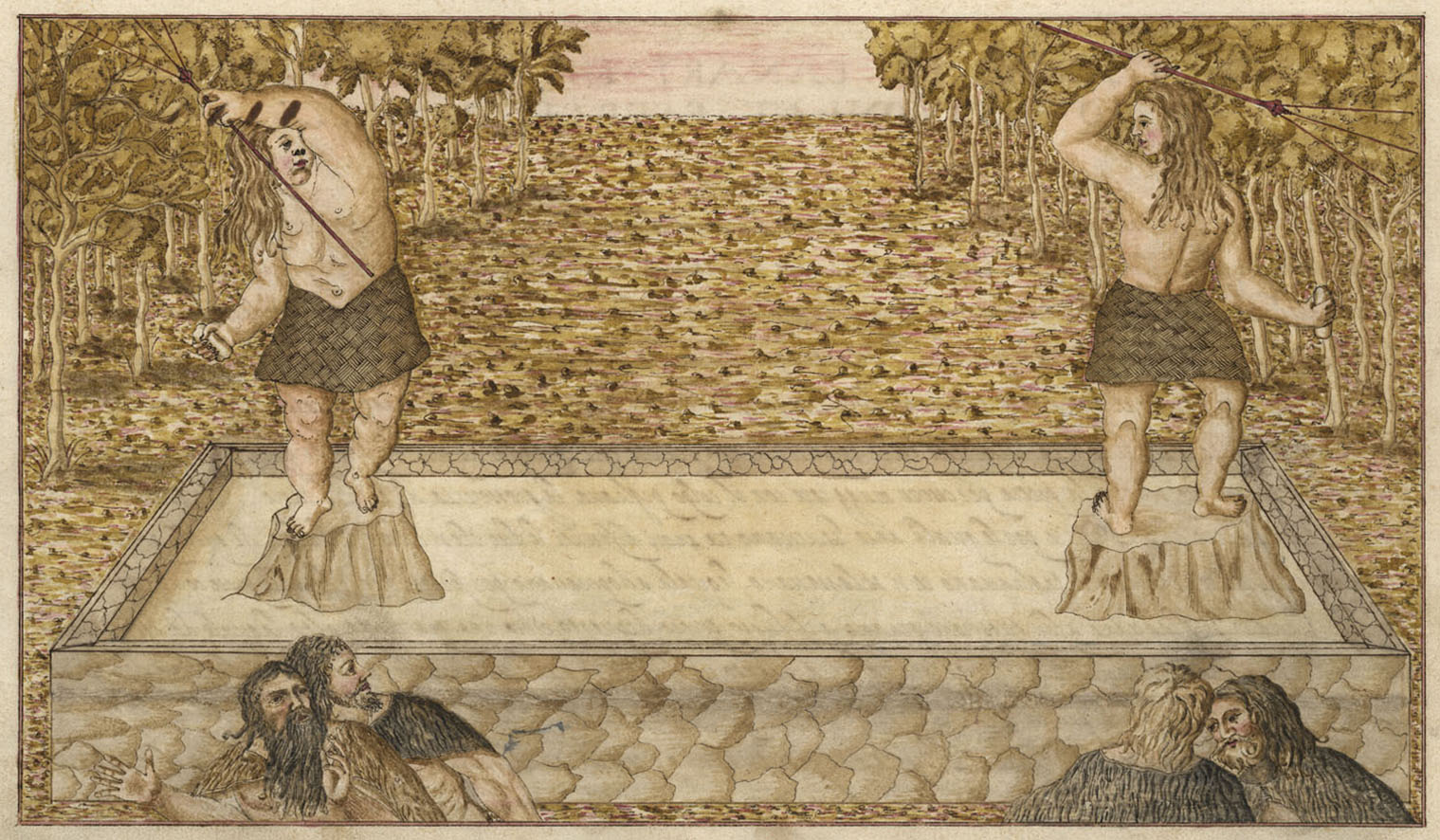
Зображення воїнів-гуанчі Гранд-Канарії Леонардо Торріані, 1592 рік.

Маса-Меєр у 2003 році дослідив 71 зразок мтДНК гуанчів, похованих на багатьох Канарських островах близько 1000 року. Було виявлено, що досліджені гуанчі мають найбільшу генетичну спорідненість із сучасними марокканськими берберами, жителями Канарських островів та іспанцями. Вони несли значно велику кількість материнської гаплогрупи U6b1. U6b1 сьогодні зустрічається на дуже низькому рівні у Північній Африці, і було припущено, що пізніші розробки значно змінили генофонд берберів. Автори дослідження припустили, що гуанчі походять від мігрантів з материкової Північної Африки, пов'язаних з берберами, і що гуанчі внесли близько 42–73 % до материнського генофонду сучасних жителів Канарських островів.
Фрегель 2009 року дослідив 30 зразків Y-ДНК з гуанчів на Канарських островах. Вони належали до батьківських гаплогруп E1a* , (3,33 %), E1b1b1a* (23,33 %), E1b1b1b* (26,67 %), I* (6,67 %), J1* (16,67 %), K* , P* (3,33 %)), і R1b1b2(10,00 %). E1a*, E1b1b1a* та E1b1b1b* є поширеними лініями серед берберів, і їхня висока поширеність серед гуанчів вважалася доказом того, що вони були мігрантами з Північної Африки. R1b1b2 і I* дуже поширені в лініях в Європі, і їхня помірна частота серед досліджених чоловіків гуанчі, як припускають, була результатом доісторичного потоку генів з Європи в регіон через Середземне море. Було виявлено, що чоловіки гуанчі зробили менший внесок у генофонд сучасних мешканців Канарських островів, ніж жінки гуанчі (як і слід було очікувати внаслідок надзвичайно кривавого завоювання островів). Гаплогрупи, характерні для гуанчів, були виявлені з високою частотою в Латинській Америці, що свідчить про те, що нащадки гуанчів відігравали активну роль у Іспанській колонізації американського континенту.

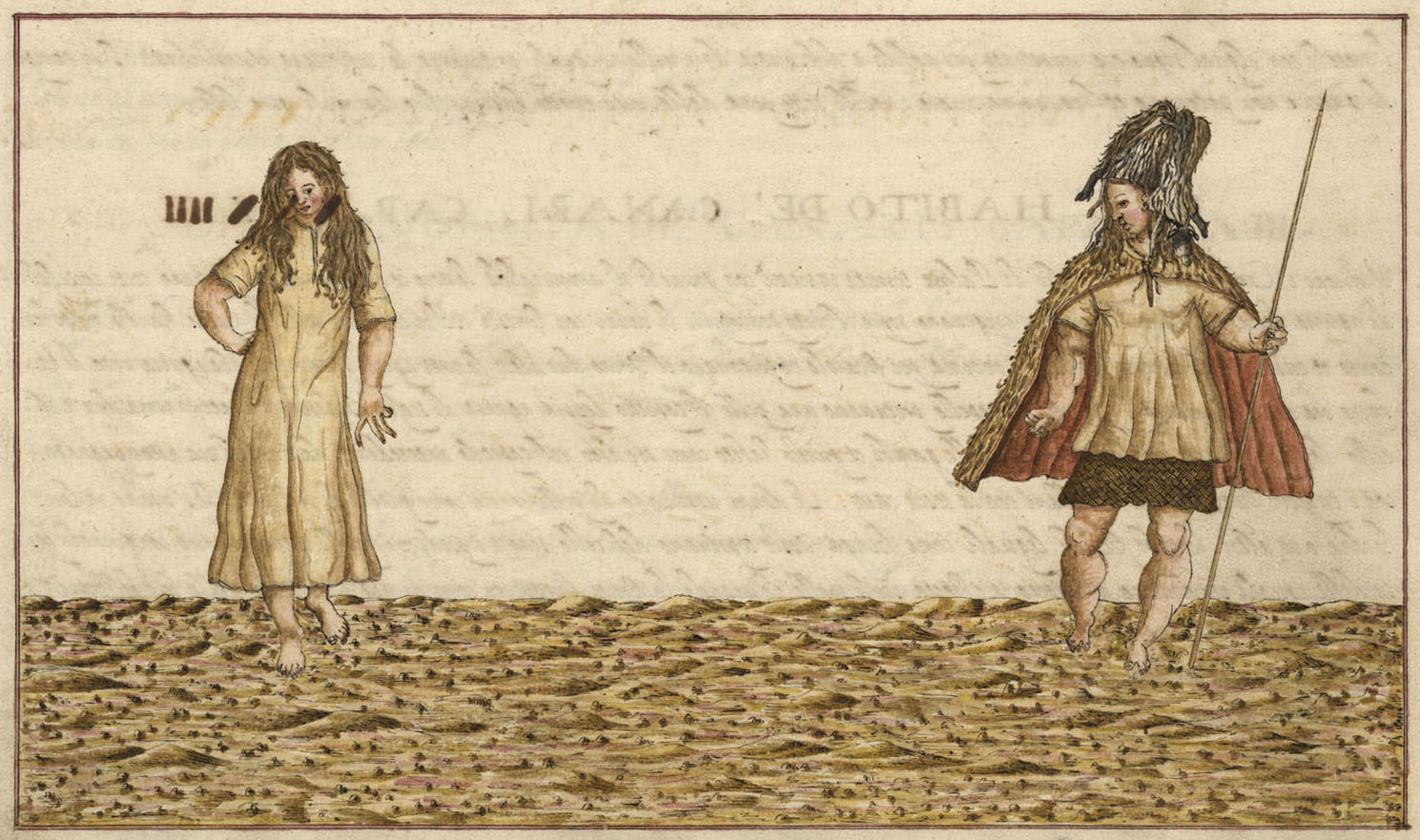
Гуанчі з Гранд-Канарії на картині Леонардо Торріані, 1592 рік.

Фрегель встановлив, що 93 % гаплогруп мтДНК мають західноєвразійське походження, тоді як 7 % мають африканське походження на південь від Сахари. Приблизно 15 % їхніх західно-євразійських материнських родів походять з Європи та Близького Сходу, а не з Північної Африки, що свідчить про те, що бенахоаріта частково походять з обох цих регіонів. Було виявлено, що досліджувані Benahoaritas мають високі частоти материнських гаплогруп U6b1 і H1-16260. U6b1 не було знайдено в Північній Африці, тоді як H1-16260 є «надзвичайно рідкісним». Результати показали, що північноафриканське населення, від якого походять бенахоарітаси та інші гуанчі, було значною мірою замінено наступними міграціями.

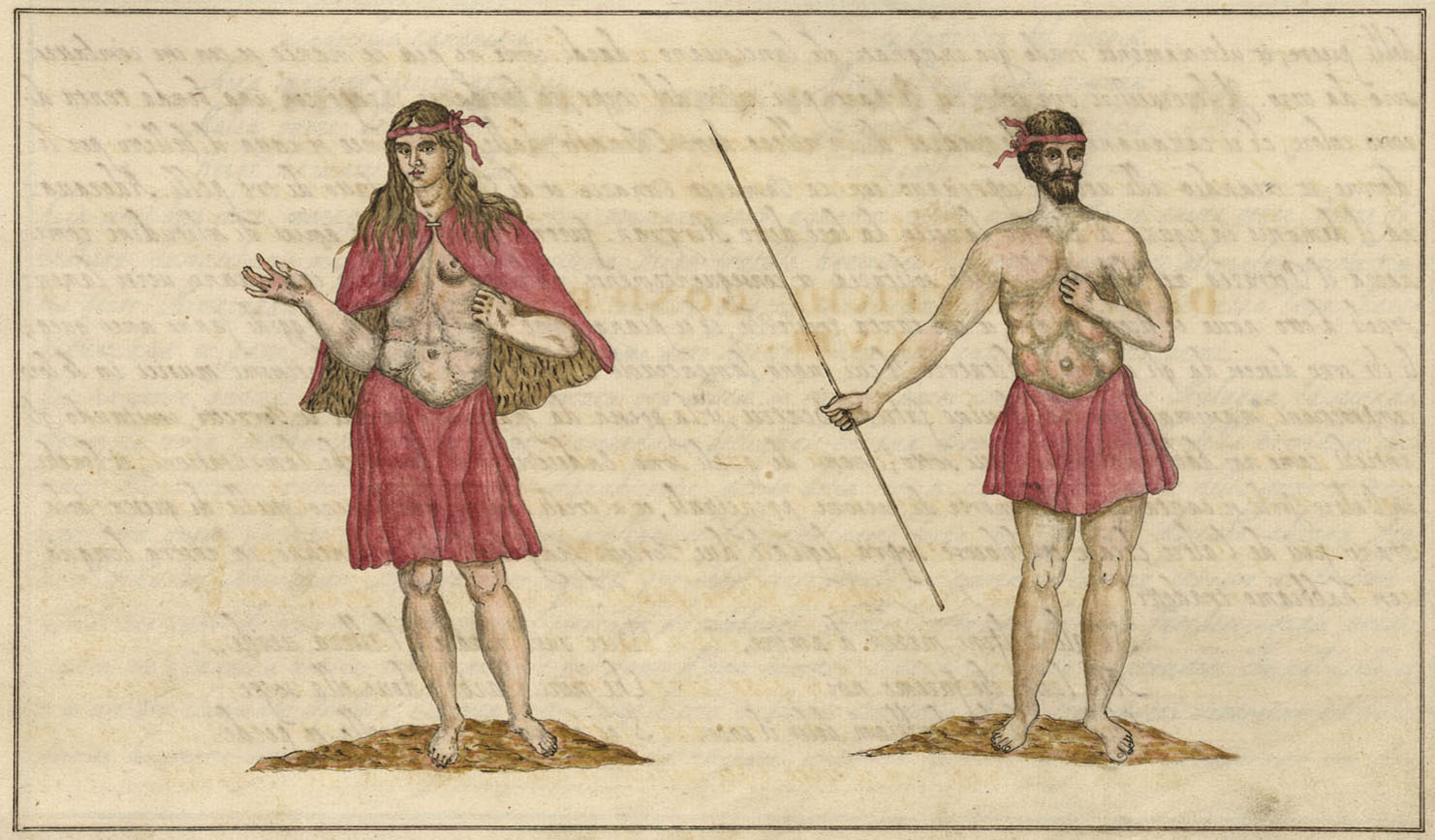
Жителі Ла Гомери, картина Леонардо Торріані, 1592 рік.

Перейра у 2010 році вивчав походження материнської гаплогрупи U6 , характерної для гуанчів. Було припущено, що U6 був привезений до Північної Африки кроманьйонцями з Близького Сходу під час верхнього палеоліту, які, ймовірно, відповідальні за формування іберомаврської культури. Було також припущено, що материнська гаплогрупа H1, також поширена серед гуанчів, була привезена до Північної Африки під час голоцену мігрантами з Іберії, які, можливо, брали участь у формуванні капсійської культури . У подальшому дослідженні Secher et al. 2014 рікприпустив, що U6 був привезений до Леванту з Центральної Європи у верхньому палеоліті людьми культури Оріньяк, утворивши левантійський Оріньяк (бл. 33 000 р. до н. е.), чиї нащадки потім далі поширили U6 як частину реміграції в Африку. Вважається, що U6b1a був привезений на Канарські острови під час початкової хвилі поселення гуанчами, тоді як U6c1 — під час другої хвилі.

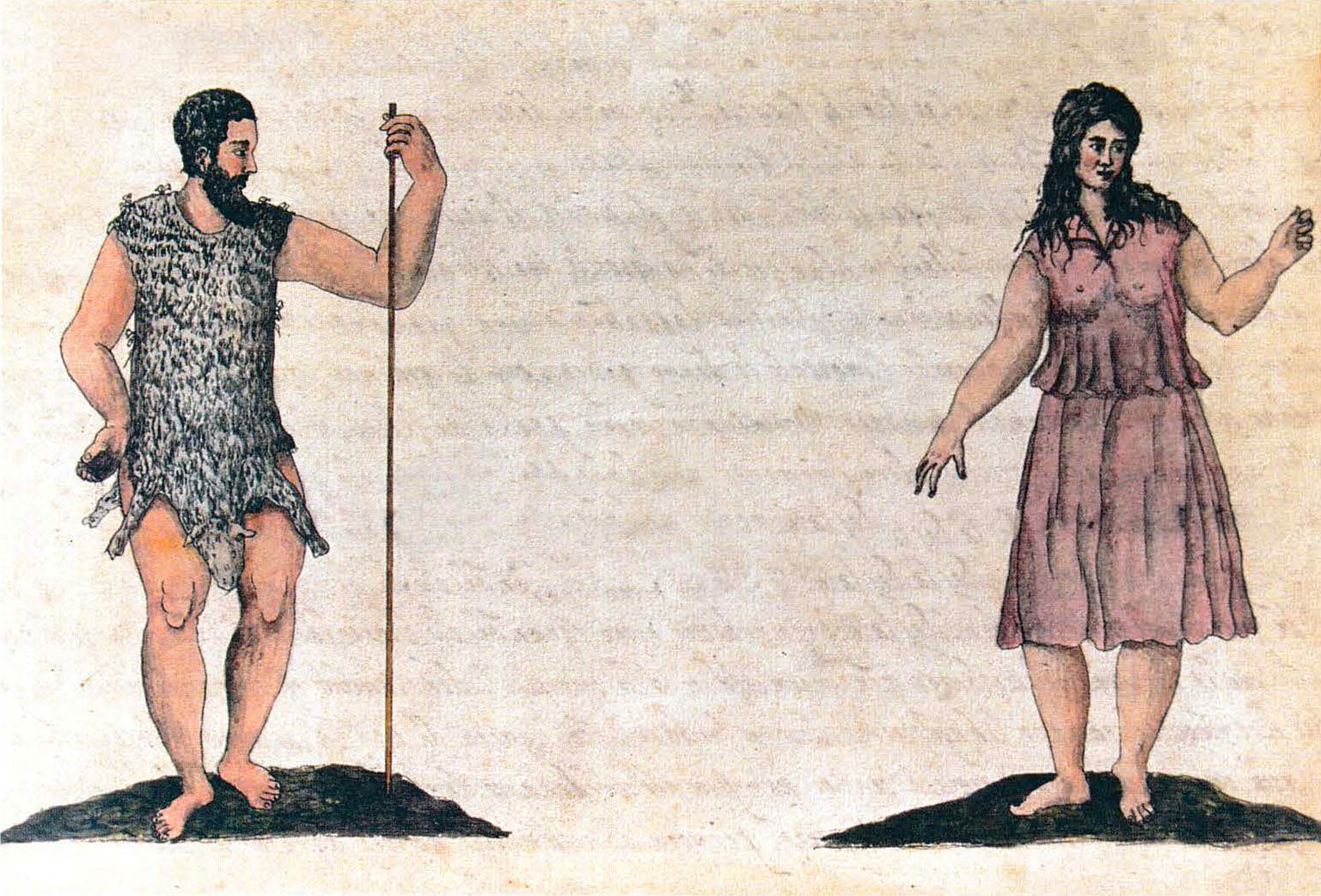
Бімбаче з Ель-Ієрро, картина Леонардо Торріані, 1592 рік.

У 2015 році Фрегель дослідив мтДНК гуанчів з Ла Гомери (Gomeros). 65 % обстежених жителів Гомеро виявилися носіями материнської гаплогрупи U6b1a. Виявилося, що гомеро походить від найдавнішої хвилі поселенців на Канарські острови. Материнські гаплогрупи T2c1 і U6c1 , можливо, були введені під час другої хвилі колонізації, що вплинула на інші острови. Було відмічено, що 44 % сучасних лагомерців є носіями U6b1a. Було встановлено, що Ла-Гомерани мають найбільше походження гуанчів серед сучасних жителів Канарських островів.
Ордоньєс у 2017 році досліджував останки великої кількості гуанчів з Ель-Ієрро (Бімбаче), похованих у Пунта-Азул, Ель-Ієрро c. 1015—1200 роки нашої ери. 16 виділених зразків Y-ДНК належали до батьківських гаплогруп E1a (1 зразок), E1b1b1a1 (7 зразків) і R1b1a2 (R1b-M269) (7 зразків). Усі вилучені зразки мтДНК належали до материнської гаплогрупи H1-1626 . Bimbache були визначені як нащадки першої хвилі поселенців гуанчі на Канарських островах, оскільки вони не мали батьківської та материнської лінії, ототожненої з гіпотетичною другою хвилею.
Родрігес-Варела у 2017 році обстежив ДНК 11 гуанчів, похованих на Гранд-Канарії та Тенеріфе. Усі 3 виділені зразки Y-ДНК належали до батьківської гаплогрупи E1b1b1b1a1 (E-M183), а 11 зразків виділеної мтДНК належали до материнських гаплогруп H1cf, H2a, L3b1a (3 зразки), T2c12 , U6b1a (3 зразки). , J1c3 і U6b. Було встановлено, що досліджені гуанчі були генетично схожі між 7-м і 11-м століттями нашої ери, і що вони демонстрували найбільшу генетичну спорідненість із сучасними північноафриканцями, «але з тенденцією (особливо для осіб із Гран-Канарії) займати простір за межами сучасного Північно-Західного регіону. Африканський варіант, ближче до європейців». Докази підтверджують думку про те, що гуанчі походять від берберського населення, яке мігрувало з материкової частини Північної Африки. Серед сучасних популяцій гуанчі також виявились генетично подібними до сучасних сардинців . Деякі моделі виявили, що гуанчі більш тісно пов'язані з сучасними жителями Сардині, ніж із сучасними жителями Північної Африки. Вони були визначені як носії раннього європейського фермера(EEF), який, ймовірно, поширився в Північну Африку з Іберії під час неоліту або, можливо, також пізніше. Також було встановлено, що один гуанчі мав походження, пов'язане з європейськими мисливцями-збирачами, що є додатковим доказом доісторичного потоку генів з Європи. Було підраховано, що сучасні жителі Канарських островів отримують 16–31 % своєї ДНК від гуанчів.
Фрегель у 2018 році дослідив останки на стоянці пізнього неоліту Келіф-ель-Боруд, Марокко (бл. 3780–3650 рр. до н. е.). Жителі Келіф-ель-Боруд були змодельовані як такі, що походять від людей, похованих на неолітичних місцях Іфрі Н'Аммар, Марокко (бл. 5325–4786 рр. до н. е.) та печери Ель Торо, Іспанія (5280–4750 рр. до н. е.). Таким чином було визначено, що Келіф ель Боруд має 50 % предків EEF, які, можливо, поширилися разом з культурою Кардіал Варе з Іберії до Північної Африки під час неоліту. Після народу Келіф-ель-Боруд додаткове європейське походження, можливо, було привезене в регіон з Іберії людьми культури дзвонових склянок. Було виявлено, що гуанчі генетично дуже схожі на людей Келіф-ель-Боруд. В огляді 2020 року Fregel et al. визначив європейське походження гуанчів доби бронзового віку, що можна пояснити «наявністю кераміки з дзвоновими склянками в північноафриканських археологічних записах» і «розширенням населення європейців бронзового віку в Північній Африці».
2019 року Фрегель вивчив мтДНК 48 гуанчів, похованих на всіх Канарських островах. Було виявлено, що вони несуть материнські лінії, характерні для Північної Африки, Європи та Близького Сходу, причому євразійські лінії зосереджені навколо Середземномор'я є найпоширенішими. Було висловлено припущення, що деякі з цих євразійських гаплогруп прибули в регіон через епоху енеоліту та бронзову добу міграції з Європи. Було встановлено, що генетичне різноманіття було найвищим на Гран-Канарії, Тенеріфе та Ла-Пальма, тоді як Лансароте, Фуертевентура та особливо Ла-Гомера та Ель-Ієрро мали низький рівень різноманітності. Були виявлені значні генетичні відмінності між гуанчами західних і східних островів, які підтвердили уявлення про те, що гуанчі походять від двох різних міграційних хвиль.гаплогрупа H.

### Мітохондріальна ДНК
Що стосується мітохондріальної ДНК, материнські лінії характеризуються переважанням північноафриканських ліній, за ними йдуть європейці і, нарешті, у невеликому відсотку — жителі на південь від Сахари. Згідно з різними дослідженнями, відсотки такі.
|                   | північно-африканський | європейський | на південь від Сахари |
| ----------------- | --------------------- | ------------ | --------------------- |
| Канарські острови | 57 %                  | 43 %         | 0                     |
| Канарські острови | 50'2 %                | 43'2 %       | 6'6 %                 |
| Гран-Канарія      | 55 %                  | 45 %         | 0                     |

### Аутосомна ДНК
Інше недавнє дослідження, яке взяло за посилання 400 дорослих чоловіків і жінок з усіх островів, крім Ла-Грасіози, яке мало намір дізнатися про зв'язок між генетичним різноманіттям Канарських островів і більш поширеними комплексними хворобами на архіпелазі, виявило, що ДНК Канарських островів демонструє відмінну генетику, є результатом різних змінних, таких як географічна ізоляція островів, адаптація їх мешканців до навколишнього середовища та історична суміш доіспанського населення архіпелагу (прибулого з півночі Африки) з європейцями та особинами на південь від Сахари. Зокрема, за оцінками, населення Канарських островів на аутосомному рівні складається з 75 % європейців, 22 % північноафриканців і 3 % на південь від Сахари.
Нижче наведено середнє значення пропорцій геномного походження жителів островів з Північної Африки та з території на південь від Сахари відповідно.
|               | північно-африканський | північно-африканський | північно-африканський | на південь від Сахари | на південь від Сахари | на південь від Сахари |
| ------------- | --------------------- | --------------------- | --------------------- | --------------------- | --------------------- | --------------------- |
|               | мінімальне            | середнє               | максимальне           | мінімальне            | середнє               | максимальне           |
| Фуертевентура | 0,218                 | 0,255                 | 0,296                 | 0,011                 | 0,027                 | 0,046                 |
| Лансароте     | 0,214                 | 0,254                 | 0,296                 | 0,014                 | 0,032                 | 0,057                 |
| Гран Канарія  | 0,155                 | 0,200                 | 0,264                 | 0,005                 | 0,032                 | 0,082                 |
| Тенеріфе      | 0,149                 | 0,208                 | 0,255                 | 0,002                 | 0,015                 | 0,057                 |
| Ла Гомера     | 0,160                 | 0,221                 | 0,289                 | 0,013                 | 0,048                 | 0,092                 |
| Ла Пальма     | 0,170                 | 0,200                 | 0,245                 | 0,000                 | 0,013                 | 0,032                 |
| Ель Єрро      | 0,192                 | 0,246                 | 0,299                 | 0,005                 | 0,020                 | 0,032                 |

Джерело: Пропорції геномного походження (з ADMIXTURE, K-4) жителів Канарських островів (Guillen-Guio et al. 2018)

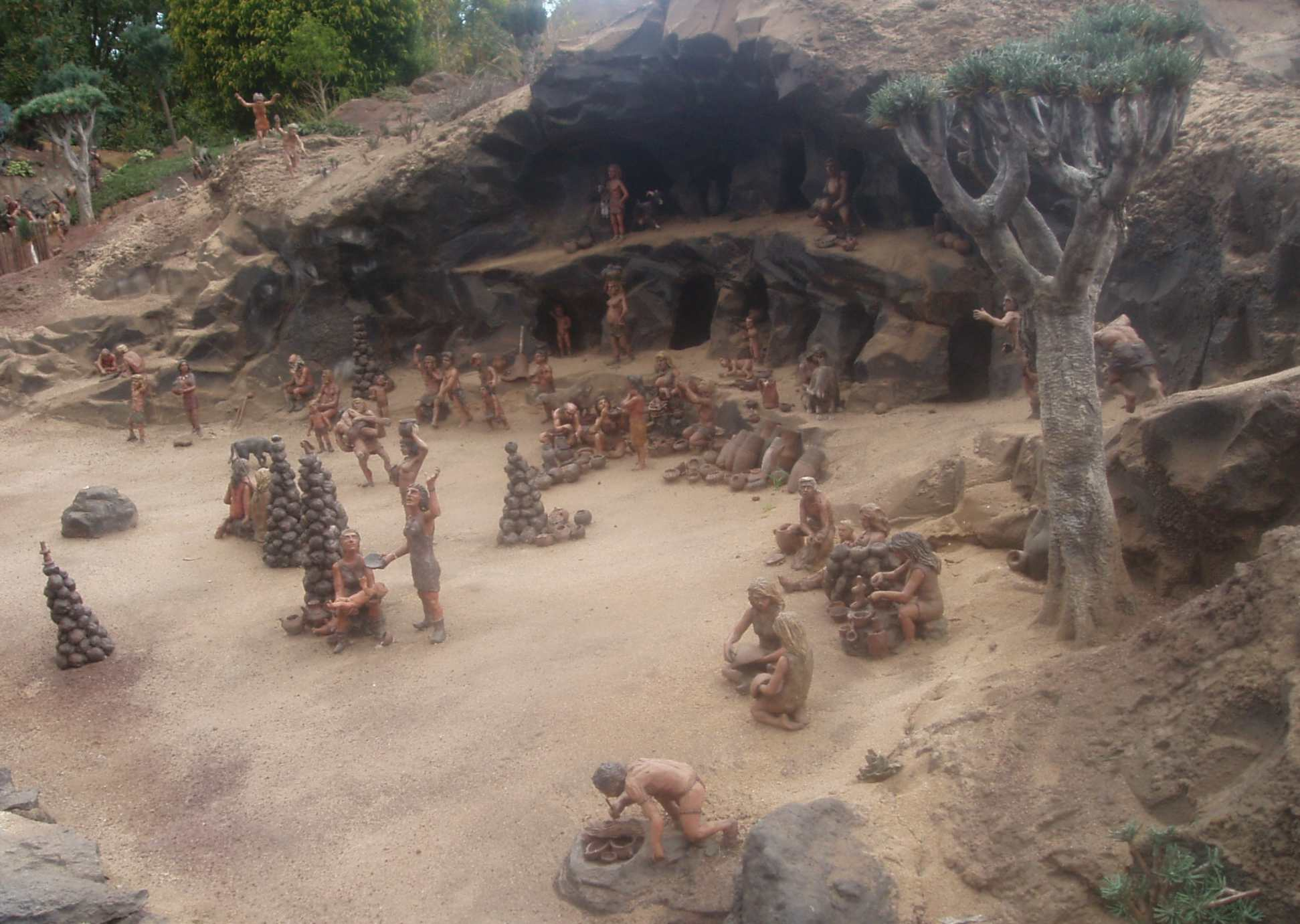
Відтворення поселення гуанчів.